# Cœurs croisés

Cœurs croisés est un film français réalisé par Stéphanie de Mareuil, sorti en 1987.

## Synopsis
Dans un immeuble de la rue Saint-Denis, à Paris, des couples se cherchent, se font et se défont. Paulette cherche l'amour, Tina passe de Ferdinand à Thomas, Ferdinand de Tina à Paulette. Sur le trottoir, Marylou « travaille », alors qu'elle est aimée par Fano. Les cœurs se croisent... 

## Fiche technique
- Titre : Cœurs croisés
- Réalisation : Stéphanie de Mareuil
- Scénario : Stéphanie de Mareuil
- Image : Hélène Louvart
- Son : Pierre Donnadieu et Georges Prat
- Musique : Vladimir Cosma
- Montage : Anne-Marie Hardouin
- Production : Daniel Messère, Joël Santoni
- Société de production : Incite Productions ; La Sept Cinéma
- Pays d'origine :  France
- Format : Couleurs - 1,66:1 - son Mono
- Genre : comédie
- Durée : 85 minutes
- Date de sortie : France : 3 juin 1987

## Distribution
- Caroline Loeb : Paulette
- Roger Miremont : Ferdinand
- Julie Jézéquel : Tina
- Bernard Farcy : Fano
- Hammou Graïa : Hadj
- Tonie Marshall : Ninie
- Laure Tran : Marylou
- Cécile Corre : Lucie
- Anton Nicoglou : Thomas
- Valérie Gillaumin : Cathy
- Chantal Grunberg : Doris
- Françoise Huguet : Lily
- Éric Do : Do
- Paul Andrieu : Maurice
- Camille Clavel : Victor
- Naïl Saoud : Toto

## Distinctions
- Festival de Cannes 1987, section parallèle